# Leporinus thayeri
Leporinus thayeri és una espècie de peix de la família dels anostòmids i de l'ordre dels caraciformes.
Viu en zones de clima tropical.
Es troba a Sud-amèrica: rius Paraíba do Sul, Doce i Itapemirim al Brasil.